# Sudoměřický potok
Sudoměřický potok (w języku czeskim), Sudomerický potok (w języku słowackim) – potok przepływający przez pogranicze czesko–słowackie. Jego długość wynosi 13,8 km, a powierzchnia zlewni 30,1 km².
Źródło potoku znajduje się na wysokości 530 m n.p.m. na północnym zboczu góry Tlstá hora (556 m) położonej w południowej części Białych Karpat. Płynie w kierunku północno-zachodnim i na większości długości wyznacza granicę czesko-słowacką. Przepływa przez osadę Mlýnky, gdzie wpada do niego potok Mandát stanowiący prawy dopływ. Tam też znajduje się zbiornik retencyjny pełniący również funkcje rekreacyjne. Przepływa przez czeską miejscowość Sudoměřice, za którą uchodzi do kanału Baťův kanál na wysokości 165 m n.p.m. Średni przepływ w ujściu wynosi 0,12 m³/s. Stamtąd wody potoku trafiają do Morawy stanowiącej lewy dopływ Dunaju, który uchodzi do Morza Czarnego.